# Dying Humanity
Dying Humanity war eine deutsche Melodic-Death-Metal-Band aus Annaberg-Buchholz im Erzgebirge.

## Geschichte
Gegründet im Februar 2006 veröffentlichte Dying Humanity im Juni 2006 ihre erste MCD The Origin of Dying Humanity. Erste Konzerte spielten sie u. a. mit Born from Pain und Necrophagist.
Im Sommer 2007 spielte das Quintett im Rape-of-Harmonies-Studio das Debütalbum ein, welches über Restrain Records veröffentlicht wurde. Für das Mastering war Jacob Hansen verantwortlich.
Zum Jahresende 2008 wurde mit Maintain Records ein neuer Partner gefunden. Im März 2009 nahm die Band im Fortefortissimo Tonstudio in zwei Wochen das zweite, seit dem 5. Juni 2009 erhältliche Album Fragments of an Incomplete Puzzle auf. Das Mastering übernahm Alan Douches von West West Side Music, das Coverartwork entwarf Gustavo Sazes.
Am 4. November 2011 erschien mit dem dritten Album Living on the Razor’s Edge erstmals ein Konzeptalbum. Thematisch werden Bereiche wie Drogen, Gewalt oder Missbrauch aufgegriffen. Stormbringer bezeichnete das Album als Konzeptalbum, das „von einer Frau erzählt, die alle Schattenseiten des menschlichen Daseins durchlebt.“
Das Online-Medium Metal.de urteilte: „Dying Humanity haben sich nach oben entwickelt, mehr Klarheit in ihren Sound gebracht und verstehen es, den Hörer sowohl in ICE-Phasen als auch in den tollen melodischen Momenten mitzureißen“.
Im Sommer 2014 kam es zum Besetzungswechsel sowohl auf dem Posten des Sängers als auch auf dem des Bassisten.
Anfang November 2014 wurden die Aufnahmen zum neuen Album Deadened fertiggestellt, welches am 12. Juni 2015 erschien.
Im März 2018 spielte die Band in ihrer Geburtsstadt Annaberg-Buchholz, in der Alten Brauerei, ihren letzten Auftritt. Die Band wurde an diesem Tag, nach vorheriger Ankündigung, aufgelöst.
Die ehemaligen Mitglieder spielen seit der Trennung in unterschiedlichen Bands und Projekten. In den Bands "Omega Purge" (Kai Seidel), "Epidemic Scorn" (Marcus Friedrich) und "Through Devastation" (Danny Vanis) spielt je ein ehemaliges Mitglied. 

## Diskografie

### Alben
- 2007: Fallen Paradise (Restrain Records)
- 2009: Fragments of an Incomplete Puzzle (Maintain Records)
- 2011: Living on the Razor’s Edge (Bastardized Recordings)
- 2015: Deadened (Bastardized Recordings)

### Demos und Promos
- 2006: The Origin of Dying Humanity
- 2008: Promo 2008